# كورين ماير
كورين ماير (7 ديسمبر 1963)، هي محللة نفسية، كاتبة واقتصادية مولودة في جنيف، سويسرا وتمتلك الجنسية الفرنسية. تشتهر بكتابها مرحبا بالكسل (بالفرنسية: Bonjour Paresse) الذي حقق أعلى نسبة مبيعات في العالم آنذاك، وهو عبارة عن نقد ساخر عن ثقافة الشركات. في 2012، أصبحت كورين من ضمن 100 امرأة من طرف البي بي سي.

## حياتها
وُلدت كورين في 7 ديسمبر 1963 بجنيف. التحقت بمعهد الدراسات السياسية بباريس، ودرست الاقتصاد والعلاقات الدولية، وبعدها حصلت على شهادة الدكتوراه في التحليل النفسي. أصبحت بعدها عالمة اقتصادية من طرف كهرباء فرنسا حوالي سنة 1992. ألفت كتاب مرحبا بالكسل (بالفرنسية: Bonjour Paresse) سنة 2004 الذي حقق المركز الأول في قائمة الكتب الأكثر مبيعا باللغة الفرنسية في أمازون، وتُرجم الكتاب إلى 30 لغة عالمية. سنة 2016، أُختيرت من ضمن 100 امرأة الأكثر تأثيرا من طرف البي بي سي.

## بعض أعمالها
| السنة | الإسم بالعربية                                             | الإسم الأصلي                                                    |
| ----- | ---------------------------------------------------------- | --------------------------------------------------------------- |
| 2001  | الجنرال ديغول في ضوء جاك لاكان                             | Le général de Gaulle à la lumière de Jacques Lacan              |
| 2002  | كازانوفا أو قانون الرغبة                                   | Casanofa, ou, La Loi de désir                                   |
| 2002  | لاكان دون عقوبة                                            | Lacan sans peine                                                |
| 2003  | ديغول والديغولية: أسطورة اليوم                             | De Gaulle et le gaullisme : une mythologie d'aujourd'hui        |
| 2004  | مرحبا بالكسل                                               | Bonjour Paresse                                                 |
| 2004  | صباح الخير أيها الكسل: استراتيجيات للبقاء حي في مكان العمل | Buenos días, pereza : estrategias para sobrevivir en el trabajo |
| 2004  | ألمانيا النازية: الكراهية في السلطة                        | L'Allemagne nazie : la haine au pouvoir                         |
| 2005  | متعة القلق                                                 | Préoccupation est amusante                                      |